# Olivier Aubin-Mercier
Pour les articles homonymes, voir Aubin et Mercier.
Olivier Aubin-Mercier, né le 23 février 1989 à Montréal, est un combattant professionnel canadien d'arts martiaux mixtes (MMA) depuis 2011. Il combat avec l'Ultimate Fighting Championship (UFC) de 2014 à 2019, dans la catégorie des poids légers. Il combat actuellement dans la Professional Fighters League (PFL), depuis 2020.

## Biographie

### Jeunesse
Dans sa jeunesse, Olivier Aubin-Mercier pratique dans un premier temps le taekwondo, à l'école primaire. Puis, il pratique le judo et ses parents l'inscrivent dans le programme sport-étude, au début du secondaire, après avoir beaucoup hésité car il ne pratiquait le judo que depuis un an. Durant sa première année, il connaît des débuts difficiles dans la discipline et enchaîne les défaites avant de terminer deuxième aux Championnats canadiens, l'année suivante. Il progresse rapidement jusqu'à atteindre l'élite canadienne et entre en équipe nationale.
À 21 ans, alors qu'on lui propose une somme d'argent considérable pour passer une deuxième année au sein de l’équipe nationale, il refuse car il souhaite s'essayer à d'autres sports de combat. Il commence par le jiu-jitsu brésilien avec son entraîneur, Richard Ho, qui a vu son potentiel et l'a accompagné dans sa progression. Aubin-Mercier s'entraîne ensuite en kickboxing et muay-thaï afin d'être un combattant le plus complet possible et de pouvoir se lancer dans le MMA. Il commence par quelques combats amateurs qu'il remporte à chaque fois puis se lance chez les professionnels.

### Début professionnels en arts martiaux mixtes (2011-2014)
En 2011, Aubin-Mercier fait ses débuts professionnels en MMA dans la catégorie des poids légers. Il compétitionne dans quelques organisations régionales à travers le Québec tels que Ringside MMA, SLAMM et Challenge MMA, dans lesquelles il compile un record parfait de quatre victoires en quatre combats, en finissant tous ses adversaires par soumission au premier round.
Ces bons résultats lui permettent d'être repéré, à l'automne 2013, pour auditionner à The Ultimate Fighter. L'UFC cherchait au travers de cette émission, à recruter les meilleurs talents canadiens. En décembre 2013, il est annoncé qu'Aubin-Mercier participerait à la série de téléréalité The Ultimate Fighter, pour représenter le Canada en poids mi-moyen. Lors de cette émission, il combat dans un premier temps l'Australien Jake Matthews, le plus jeune compétiteur de l’équipe australienne, contre qui il s'impose par décision unanime. Quelques semaines plus tard, en demi-finale, il affronte Richard Walsh qu'il bat grâce un étranglement. Aubin-Mercier se retrouve alors en finale et doit affronter l'Ontarien Chad Laprise. Il s'agira de son premier combat à l'UFC.

### Carrière à l'Ultimate Fighting Championship (2014-2019)
Aubin-Mercier fait ses débuts officiels à l'UFC face à Chad Laprise lors de la finale de l'émission The Ultimate Fighter, chez les poids mi-moyen le 16 avril 2014 . Il s'incline sur décision partagée et connaît alors sa première défaite.
Après trois défaites consécutives en un an, face à l'Américain Alexander Hernandez, le Brésilien Gilbert Burns et l'Arménien Arman Tsarukyan, son contrat avec l'UFC se termine.

### Carrière en Professional Fighters League (depuis 2020)
En mars 2020, Olivier Aubin-Mercier rejoint la Professional Fighters League (PFL), à l'âge de 31 ans[réf. nécessaire].
Le 25 novembre 2022, il remporte la ceinture de champion des poids légers de la Professional Fighters League ainsi qu'un million de dollars.

## Palmarès en arts martiaux mixtes
| 26 combats     | 21 victoires | 5 défaites |
| Par KO         | 4            | 0          |
| Par soumission | 8            | 0          |
| Sur décision   | 9            | 5          |

| Résultat | Record | Adversaire            | Méthode                           | Événement                                                | Date              | Round | Temps | Lieu                                  | Notes                                       |
| -------- | ------ | --------------------- | --------------------------------- | -------------------------------------------------------- | ----------------- | ----- | ----- | ------------------------------------- | ------------------------------------------- |
| Victoire | 21-5   | Clay Collard          | Décision (unanime)                | PFL 10                                                   | 24 novembre 2023  | 5     | 5:00  | Washington, D.C., États-Unis          | Finale PFL (saison 2023); poids légers      |
| Victoire | 20-5   | Bruno Miranda         | TKO (coups de poing)              | PFL 9                                                    | 23 août 2023      | 2     | 4:41  | New York, New York, États-Unis        | Demi-finale PFL (saison 2023); poids légers |
| Victoire | 19-5   | Anthony Romero        | KO (coup de genou)                | PFL 6                                                    | 23 juin 2023      | 3     | 0:28  | Atlanta, Géorgie, États-Unis          | PFL 6 (saison 2023); poids légers           |
| Victoire | 18-5   | Shane Burgos          | Décision (unanime)                | PFL 3                                                    | 14 mars 2023      | 3     | 5:00  | Las Vegas, Nevada, États-Unis         | PFL 3 (saison 2023); poids légers           |
| Victoire | 17-5   | Stevie Ray            | KO (crochet droit)                | PFL 10                                                   | 25 novembre 2022  | 2     | 4:37  | New-York, New-York, États-Unis        | Finale PFL (saison 2022); poids légers      |
| Victoire | 16-5   | Alex Martinez         | Décision unanime                  | PFL 7                                                    | 5 août 2022       | 3     | 5:00  | New-York, New-York, États-Unis        | Demi-finale PFL (saison 2022); poids légers |
| Victoire | 15-5   | Raush Manfio          | Décision unanime                  | PFL 4                                                    | 17 juin 2022      | 3     | 5:00  | Atlanta, Géorgie, États-Unis          |                                             |
| Victoire | 14-5   | Natan Schulte         | Décision partagée                 | PFL 1                                                    | 20 avril 2022     | 3     | 5:00  | Arlington, Texas, États-Unis          |                                             |
| Victoire | 13-5   | Darrell Horcher       | Décision unanime                  | PFL 7                                                    | 13 août 2021      | 3     | 5:00  | Hollywood, Floride, États-Unis        |                                             |
| Victoire | 12-5   | Marcin Held           | Décision unanime                  | PFL 4                                                    | 10 juin 2021      | 3     | 5:00  | Atlantic City, New-Jersey, États-Unis |                                             |
| Défaite  | 11-5   | Arman Tsarukyan       | Décision unanime                  | UFC 240: Holloway vs. Edgar                              | 27 juillet 2019   | 3     | 5:00  | Edmonton, Alberta, Canada             |                                             |
| Défaite  | 11-4   | Gilbert Burns         | Décision unanime                  | UFC 231: Holloway vs. Ortega                             | 8 décembre 2018   | 3     | 5:00  | Toronto, Ontario, Canada              |                                             |
| Défaite  | 11-3   | Alexander Hernandez   | Décision unanime                  | UFC Fight Night: Alvarez vs. Poirier                     | 28 juillet 2018   | 3     | 5:00  | Calgary, Alberta, Canada              |                                             |
| Victoire | 11-2   | Evan Duhnam           | KO/TKO                            | UFC 223: Nurmagomedov vs. Iaquinta                       | 7 mai 2018        | 1     | 0:53  | Brooklyn, New York, États-Unis        | Performance de la soirée.                   |
| Victoire | 10-2   | Tony Martin           | Décision partagée                 | UFC Fight Night: Rockhold vs. Branch                     | 16 septembre 2017 | 3     | 0:03  | Pittsburgh, Pennsylvanie, États-Unis  |                                             |
| Victoire | 9-2    | Drew Dober            | Soumission (étranglement arrière) | UFC 206: Holloway vs. Pettis                             | 10 décembre 2016  | 2     | 2:57  | Toronto, Ontario, Canada              |                                             |
| Victoire | 8-2    | Thibault Gouti        | Soumission (étranglement arrière) | UFC Fight Night: MacDonald vs. Thompson                  | 18 juin 2016      | 3     | 2:28  | Ottawa, Ontario, Canada               |                                             |
| Défaite  | 7-2    | Carlos Diego Ferreira | Décision unanime                  | UFC Fight Night: Holloway vs. Oliveira                   | 30 janvier 2016   | 3     | 5:00  | Newark, New Jersey, États-Unis        |                                             |
| Victoire | 7-1    | Tony Sims             | Décision unanime                  | UFC Fight Night: Holloway vs. Oliveira                   | 23 août 2015      | 3     | 5:00  | Saskatoon, Saskatchewan, Canada       |                                             |
| Victoire | 6-1    | David Michaud         | Soumission (clé de bras)          | UFC 186: Johnson vs. Horiguchi                           | 25 avril 2015     | 3     | 3:24  | Montréal, Québec, Canada              |                                             |
| Victoire | 5-1    | Jake Lindsey          | Soumission (triangle kimura)      | UFC Fight Night: MacDonald vs. Saffiedine                | 4 octobre 2014    | 2     | 3:22  | Halifax, Nouvelle-Écosse, Canada      | Performance de la soirée.                   |
| Défaite  | 4-1    | Chad Laprise          | Décision partagée                 | The Ultimate Fighter Nations Finale: Bisping vs. Kennedy | 16 avril 2014     | 3     | 5:00  | Québec, Québec, Canada                | Finale TUF; poids mi-moyens                 |
| Victoire | 4-0    | Jason Meisel          | Soumission (clé de bras)          | Challenge MMA 22                                         | 17 août 2013      | 1     | 1:38  | Montréal, Québec, Canada              |                                             |
| Victoire | 3-0    | Jordan Jewell         | Soumission (clé de bras)          | Slamm                                                    | 30 octobre 2012   | 1     | 1:53  | Montréal, Québec, Canada              |                                             |
| Victoire | 2-0    | Daniel Ireland        | Soumission (clé de bras)          | Ringside MMA 13                                          | 17 mars 2012      | 1     | 1:10  | Montréal, Québec, Canada              |                                             |
| Victoire | 1-0    | Guy Poulin            | Soumission (clé de bras)          | Ringside MMA 12                                          | 21 octobre 2011   | 1     | :58   | Montréal, Québec, Canada              |                                             |

## Carrière au cinéma
En 2015, Olivier Aubin-Mercier débute dans le cinéma en faisant une brève apparition dans le film dramatique canadien Anna de Charles-Olivier Michaud (en) lors d'une scène de combat de rue.